# Rosa Tudor

La rosa Tudor emblema heráldico tradicional de Inglaterra.

La rosa Tudor, también conocida como rosa inglesa, es una divisa o emblema heráldico tradicional de Inglaterra, y toma su nombre y origen de la Dinastía Tudor.

## Simbolismo de la rosa
La rosa era el emblema del dios Horus del Antiguo Egipto. Más tarde, griegos y romanos consideraron a Horus como el dios del silencio. Esto se originó por una malinterpretación del jeroglífico que relacionaba a Horus con Isis y Osiris. Los griegos tradujeron su nombre egipcio como Harpocrates.
La connotación de la rosa como secreto proviene también de la mitología griega. Afrodita le dio una rosa a su hijo Eros, el dios del amor; él, a su vez, se la dio a Harpocrates, el dios del silencio, para asegurarse que las indiscreciones de su madre (o de los dioses en general según otras fuentes) no fueran descubiertas. Pinturas de rosas en las paredes de las salas de banquetes también recordaban que las cosas dichas bajo el influjo del vino (sub vino) debían también permanecer sub rosa. En la Edad Media, una rosa suspendida del techo de una Sala del Consejo era un recordatorio para todos los presentes, que estaban bajo la rosa, de guardar el secreto.
En el simbolismo cristiano, la expresión “sub rosa” tiene un lugar especial en las confesiones. Pinturas de rosas de cinco pétalos a menudo se ponían en los confesionarios, indicando que las conversaciones debían permanecer secretas.

## Guerras de las Rosas
Cuando Enrique VII tomó la corona de Inglaterra de Ricardo III en la batalla de Bosworth, puso fin a las guerras de las Rosas entre la Casa de Lancaster (quienes habían usado a veces a la rosa roja como insignia) y la Casa de York (quien habían usado la rosa blanca como insignia). Su madre fue Margaret Beaufort de la Casa de Lancaster, su padre fue Edmundo Tudor de la Casa de Richmond; en enero de 1486 se casó con Isabel de York para unir las facciones que habían estado enfrentadas. (En batalla, Ricardo III peleaba bajo un estandarte de un jabalí, mientras que el estandarte de Enrique tenía el dragón de su Gales natal). El yuxtaponer la rosa blanca con la rosa roja fue un invento de Enrique.
El historiador Thomas Penn indica:

La rosa roja de "Lancaster" era un emblema que apenas existía antes de Enrique VII. Los reyes de Lancaster usaban la rosa esporádicamente, pero cuando lo hacían a menudo era dorada en lugar de roja;  Enrique VI, el rey que fue instrumental al descenso del país a la guerra civil, prefirió su insignia del antílope. Los contemporáneos ciertamente no se refirieron al traumático conflicto civil del siglo XV como las "Guerras de las Rosas". Durante la mayor parte de un cuarto de siglo, de 1461 a 1485, solo había una rosa real, y era blanca: la insignia de Eduardo IV. Las rosas fueron creadas en realidad después de la guerra por Enrique VII.

Al contraer matrimonio, Enrique VII adoptó como insignia a la rosa Tudor yuxtaponiendo la rosa blanca de York y la rosa roja de Lancaster. La rosa Tudor ocasionalmente se presenta dividida en cuartos y verticalmente (en términos de heráldica per pale) rojo y blanco. Muy a menudo, la rosa Tudor se representa como una rosa doble, blanca sobre rojo y siempre descripta en términos heráldicos como "proper" (o sea con colores naturales, a pesar de que los mismos no existan en la naturaleza).

## Rol y usos

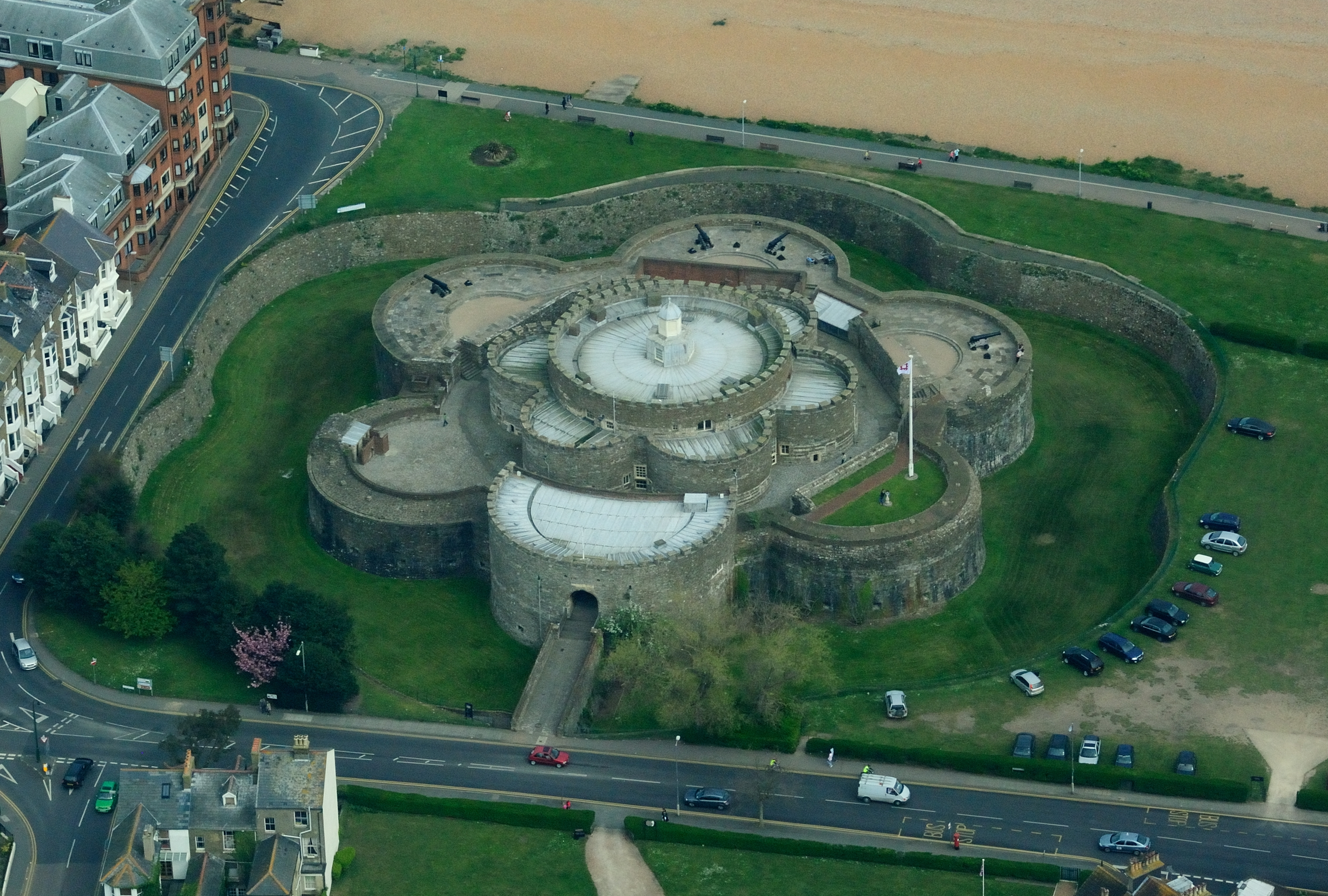
Castillo de Deal.

La Rosa Tudor tiene varios usos. Figura en la moneda de veinte peniques y en el Escudo del Reino Unido. También figura, aunque sutilmente, en el Escudo de Canadá.
Durante su reino, Enrique VIII tuvo la "Mesa Redonda" en el castillo Winchester - luego creyó que esta era genuina y fue pintada nuevamente. El esquema de la nueva pintura incluyó una rosa Tudor en el centro.
En arte, la rosa Tudor ha aparecido en retratos como un artefacto heráldico, como en el Retrato Pelicano de Nicholas Hilliard de Isabel I.
El castillo de Deal, Kent, construido en la época de Enrique VIII, tiene la planta en forma de rosa Tudor.